# Labyrinth (album, David Bowie)
Labyrinth je soundtrackové album zpěváka Davida Bowieho a skladatele Trevora Jonese vydané v červnu 1986. Jde o soundtrack k filmu Labyrinth, ve kterém Bowie hrál hlavní roli.

## Seznam skladeb
| Pořadí         | Název                                | Autor                                   | Délka |
| -------------- | ------------------------------------ | --------------------------------------- | ----- |
| 1.             | Opening Titles Including Underground | Trevor Jones, David Bowie (Underground) | 3:21  |
| 2.             | Into the Labyrinth                   | Jones                                   | 2:12  |
| 3.             | Magic Dance                          | Bowie                                   | 5:13  |
| 4.             | Sarah                                | Jones                                   | 3:12  |
| 5.             | Chilly Down                          | Bowie                                   | 3:46  |
| 6.             | Hallucination                        | Jones                                   | 3:02  |
| 7.             | As the World Falls Down              | Bowie                                   | 4:51  |
| 8.             | The Goblin Battle                    | Jones                                   | 3:31  |
| 9.             | Within You                           | Bowie                                   | 3:30  |
| 10.            | Thirteen O'Clock                     | Jones                                   | 3:08  |
| 11.            | Home at Last                         | Jones                                   | 1:49  |
| 12.            | Underground                          | Bowie                                   | 5:57  |
| Celková délka: | Celková délka:                       | Celková délka:                          | 43:33 |